# Ellen von Meyern
Ellen von Meyern (* 1883 in Dunedin, Neuseeland; † 1912 in Neuseeland) war eine neuseeländische Malerin deutscher Abstammung.

## Leben
Ellen von Meyern wurde 1883 in Dunedin geboren. Ihr Vater war der Maler Arthur von Meyern (1853–1893). 1895 zog sie nach Auckland, um an der Elam School of Art Malerei zu studieren. Während dieser Zeit porträtierte sie oft ihre beiden Schwestern, von denen Blanche von Meyern selbst sich als Malerin betätigte.
Von 1901 bis 1905 teilten sich beide Schwestern ein gemeinsames Studio. Von 1901 bis 1912 stellte Ellen von Meyern ihre Werke in der Auckland Society of Art aus und im Jahr 1903 wurden im Auckland Star zwei ihrer Werke besonders gewürdigt. Ihre Werke konnten in Ausstellungen der Canterbury Society of Arts, der New Zealand Academy of Fines Arts im Jahr 1898, der Otago Art Society und der New Zealand International Exhibition im Jahr 1906 betrachtet werden.
Bekannte Werke von ihr sind die Gemälde von Māori-Frauen, Māori-Szenen und das Porträt aus dem Jahr 1907 vom seinerzeitigen Premierminister Richard Seddon. Auch den Papst Pius X. soll Meyern im Jahr 1912 nach einer Vorlage porträtiert haben. Bekannt wurde sie durch ihre Māori-Porträts und Arbeiten über Personen aus den Bereichen Musik und Theater. Nach 1912 ist Meyern nicht mehr mit Werken öffentlich in Erscheinung getreten. In einer Quelle wird vermutet, dass sie eventuell geheiratet hat und möglicherweise unter einem anderen Namen ihre Arbeiten fortgesetzt hat. In anderen Quellen wird das Jahr 1912 mit ihrem Tod in Verbindung gebracht.

## Bildergalerie

Gemälde von Ellen von Meyern (Auswahl)
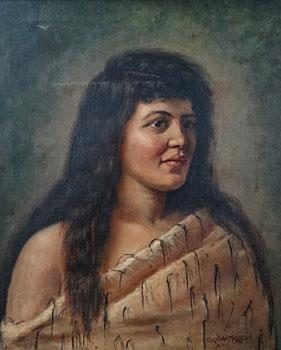
Porträt aus dem Jahr 1901
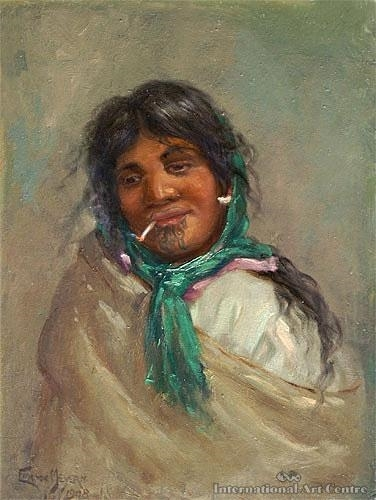
Porträt aus dem Jahr 1908
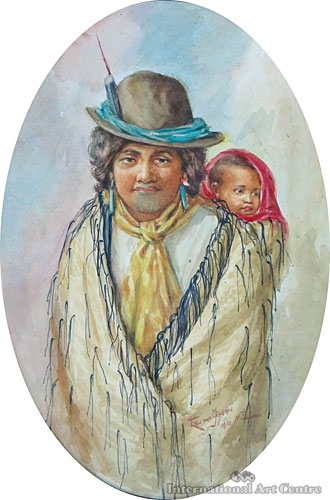
Porträt aus dem Jahr 1910
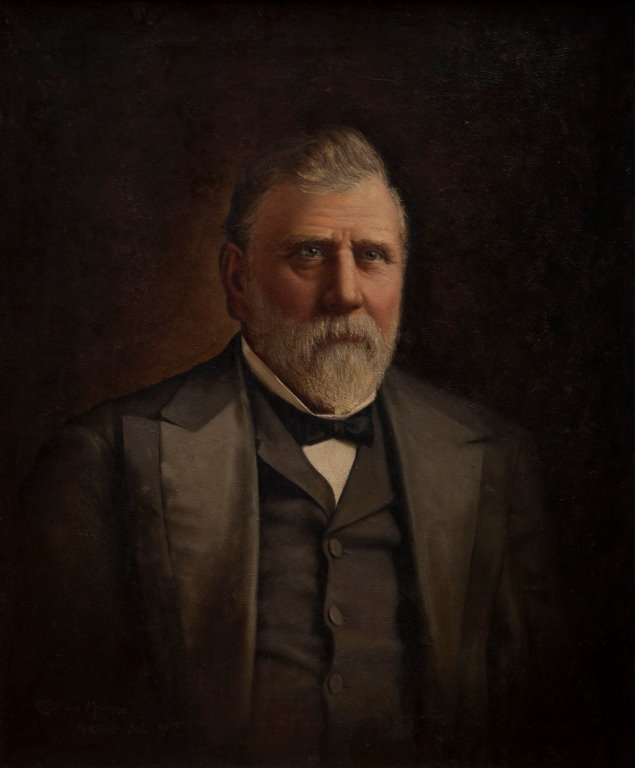
Porträt von Richard Seddon aus dem Jahr 1907